# Majordomo
 (décembre 2023).
Majordomo est un logiciel serveur propriétaire de listes de diffusion.
Il fonctionne en conjonction avec le serveur de messagerie sendmail (sur Unix, linux et openBSD). Il a été créé en 1992. Avant cette date, les listes de diffusion étaient gérées manuellement.

## Logiciel propriétaire
Majordomo n'est pas open source.
La licence indique :
(en) "No part of Majordomo may be incorporated into any program or other product that is sold, or for which any revenue is received without written permission of Great Circle Associates".
Traduction :
"Aucune partie de Majordomo ne peut être intégrée dans un quelconque programme ou tout autre produit qui soit vendu, ou pour lequel un revenu soit perçu sans accord écrit de Great Circle Associates".

## Autres gestionnaires de listes de diffusion
Les logiciels open source suivants gèrent aussi des listes de diffusion :
- FML
- Ecartis
- Mailman
- Sympa